# Orestes mouhotii

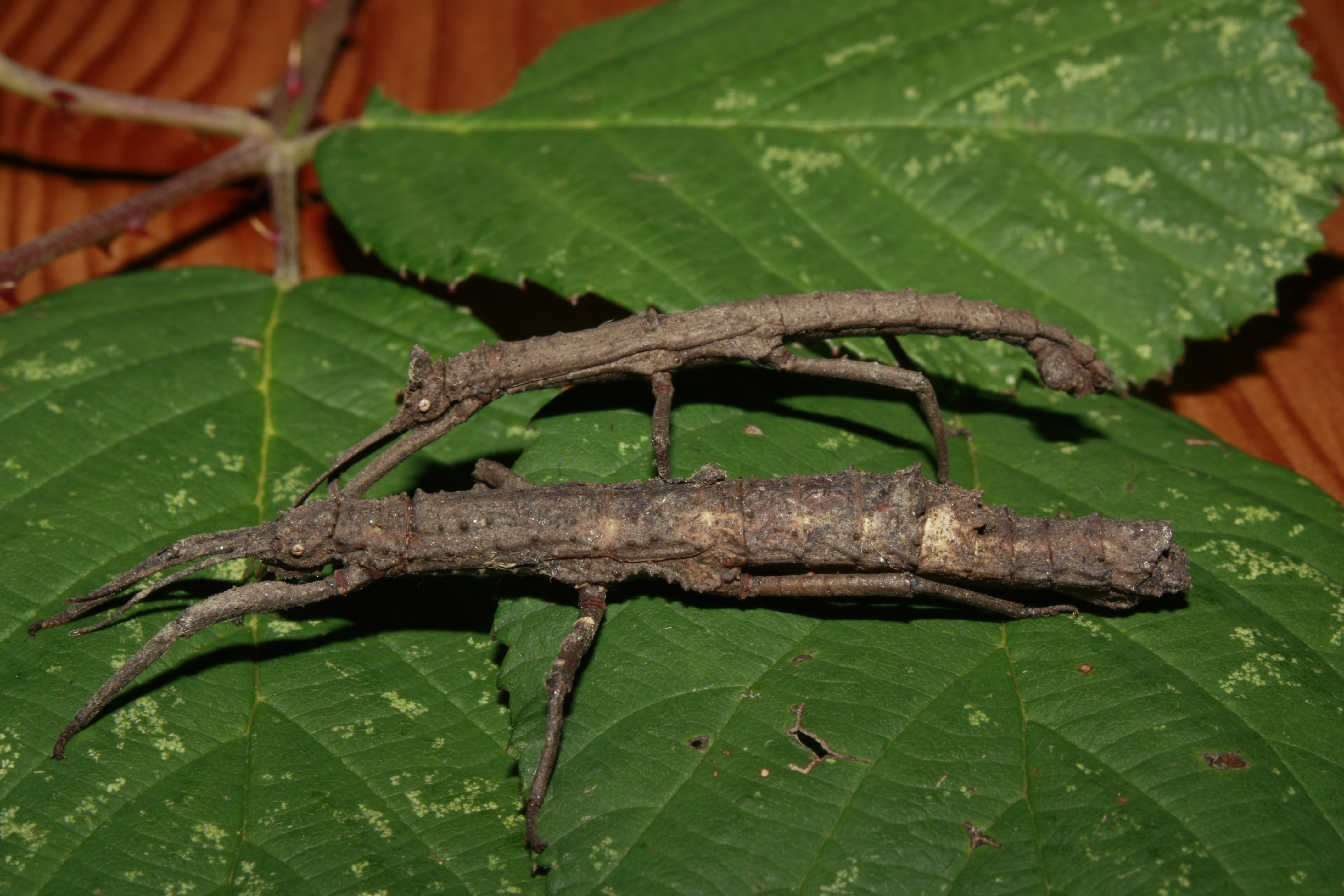
Pärchen der als Orestes sp. 'Andaman' bezeichneten, bisher unbeschriebenen Schwesterart von Orestes mouhotii

Orestes mouhotii (Syn.: Datames mouhotii, Pylaemenes mouhotii) ist ein Vertreter der zu den Gespenstschrecken zählenden Gattung Orestes.

## Merkmale
Die Weibchen sind mit 45 bis 55 mm länger, als die maximal 40 mm langen Männchen. Beide Geschlechter haben für Gespenstschrecken auffällig kurze Beine und sind beige bis braun gemustert. Auf dem Kopf tragen die Männchen halbrunde Hörnchen (Aurikel). Während sie insgesamt dünner sind und durch ein leicht verdicktes Abdomenende charakterisiert sind, haben die gedrungeneren Weibchen unmittelbar hinter der Abdomenmitte eine typische, vor allem in zunehmender Höhe erkennbare Verdickung. Frisch adulte Weibchen sind sehr lebhaft hell- und dunkelbraun gezeichnet und haben insbesondere an den Seiten und in der Mitte des Abdomens oft helle, fast weiße Bereiche. Über die Körpermitte zieht sich meist ein auf dem vorderen Abdomen und dem Metanotum besonders deutliches dunkelbraunes Längsband, welches auf dem Mesonotum etwas heller ist und hier von schwarz gefärbten Tuberkeln flankiert wird. Diese kontrastreiche Zeichnung verblasst mit zunehmendem Alter und die Tiere werden zusehends einheitlich hellbraun. Wegen ihrer gedrungenen Körperform wird die Art im englischen Sprachraum teilweise als „Small Cigar Stick Insect“ bezeichnet.

## Lebensweise und Fortpflanzung
Tagsüber legen die Tiere ihre Hinterbeine nach hinten und die Mittelbeine nach vorn gestreckt eng an den Körper. Gleichzeitig werden die Vorderbeine und die Antennen nach vorne gestreckt. In dieser Haltung ist die Phytomimese so perfekt, dass die Tiere kaum von einem kurzen abgebrochenen Ast zu unterscheiden sind. Die nachtaktiven Insekten fressen bei Dunkelheit an den Nahrungspflanzen. Zu diesen zählen Curculigo-Arten (Familie Hypoxidaceae), Dioscorea glabra (eine Yams-Art), die Drachenbäume Dracaena fragrans und Dracaena surculosa (Synonym: Dracaena godseffiana) sowie die Efeutute.
Die Weibchen beginnen etwa zwei Monate nach der Häutung zur Imago damit, die etwa drei Millimeter langen, gut zwei Millimeter breiten und durchschnittlich 14 Milligramm schweren Eier einzeln abzulegen. Die Nymphen schlüpfen bereits nach zwei Monaten aus den Eiern. Für die Entwicklung zur Imago benötigen sie etwa ein Jahr. Die Lebenserwartung der adulten Weibchen beträgt ebenfalls noch einmal ein Jahr. Bis auf wenige Ausnahmen finden sich in der Natur nur weibliche Tiere, welche sich parthenogenetisch fortpflanzen. Männchen sind selbst in sexuellen Populationen teilweise selten und kommen in einem Verhältnis von 1 zu 20 vor.

## Systematik
Die Art wurde 1865 von Henry Walter Bates unter dem Namen Acanthoderus mouhotii beschrieben. Den Artnamen wählte Bates zu Ehren des durch seine Südostasienreisen bekannt gewordenen Franzosen Henri Mouhot. Als Holotypus wurde ein subadultes Weibchen aus dem thailändischen Chantaboun in der University of Oxford hinterlegt. 1875 überstellte Carl Stål Acanthoderus mouhotii und Acanthoderus oileus in die eigens für diese Arten aufgestellte Gattung Datames. Die von James Abram Garfield Rehn 1904 festgelegte Typusart Datames oileus, wurde später in die Gattung Pylaemenes überführt und die Gattung Datames wurde 1998 mit dieser synonymisiert. Für Orestes mouhotii wurde dadurch um die Jahrtausendwende (1998 bis 2000) teilweise der Name Pylaemenes mouhotii verwendet.

Im Jahr 1906 beschrieb Josef Redtenbacher unter dem Namen Orestes verruculatus eine neue Art in einer eigens für diese aufgestellten Gattung. Für sie wurde als Holotypus ein ebenfalls subadultes Weibchen aus Bangkok im Naturkundemuseum Paris hinterlegt.
Franz Werner beschrieb 1934 mit Dares fulmeki eine Art, welche bereits 1935 von Klaus Günther, genau wie Datames mouhotii und weitere Arten, mit Datames oileus synonymisiert wurde (heute gültiger Name Pylaemenes oileus). Francis Seow-Choen, Paul D. Brock und Isaac Seow-En revalidisierten 1994 Datames mouhotii. Brock ordnete Dares fulmeki 1998 Datames mouhotii als Synonym zu. Als Holotypus von Dares fulmeki ist ein adultes Weibchen aus Medan (Sumatra) im Naturhistorischen Museum Wien hinterlegt.
Orestes verruculatus, die Typusart von Orestes, wurde 2004 von Oliver Zompro mit Orestes mouhotii synonymisiert. Der dadurch gültige Name Orestes mouhotii, setzt sich somit aus dem Gattungsnamen der synonymisierten Orestes verruculatus und dem ursprünglichen Artzusatz zusammen. Der neukombinierte Name Orestes mouhotii wird erstmals bereits 1999 von Ingo Fritzsche und später im gleichen Jahr von Zompro und Fritzsche benutzt. Obwohl Zompro der Erstautor einer der 1999er Arbeiten ist, priorisierte er 2004 eine von ihm im Jahr 2000 veröffentlichte Arbeit als Erstnennung von Orestes mouhotii. Als Quelle passt ein 2000 veröffentlichter, aber 2004 nicht zitierter Artikel.

Synonyme von Orestes mouhotii sind:
- Dares fulmeki Werner, 1934
- Orestes verruculatus Redtenbacher, 1906

Wie molekulargenetische Untersuchungen von Sarah Bank et al. zeigen, bildet Orestes mouhotii innerhalb der Gattung Orestes gemeinsam mit Orestes draegeri und einer von den Andamanen stammenden, als Orestes sp. 'Andaman' bezeichneten, unbeschriebenen Art, einen Klade von sehr ähnlichen Arten. Bei allen tragen die Männchen zwei annähernd halbrunde Hörnchen (Aurikel) auf dem Kopf, während die Weibchen einen flachen Kopf ohne größere Erhebungen haben. Die Schwesterart von Orestes mouhotii ist demnach die Art von den Andamanen. Joachim Bresseel, der als Koautor die taxonomische Zuordnung der Arten übernahm, bezeichnet lediglich die aus dem Kirirom Nationalpark in Kambodscha stammenden Tiere als Orestes mouhotii. Alle anderen untersuchten Populationen werden Orestes draegeri zugeordnet. Diese Zuordnung kann nur Bestand haben, wenn sich der Holotypus von Orestes mouhotii, sowie die Holotypen der beiden Synonyme als identisch mit der aus dem kambodschanischen Kirirom stammenden Art erweisen. Anderenfalls würde es sich bei den aus Kirirom stammenden Tieren um eine andere Art und bei Orestes draegeri um ein Synonym handeln. Francis Seow-Choen vertritt 2018 die Auffassung, dass es sich bei allen von ihm in Phuket, auf der malaiischen Halbinsel und in Singapur untersuchten Tieren um Orestes mouhotii handelt.

## Vorkommen
Als gesicherte Vorkommen der Art gelten die Fundorte der Holotypen von Orestes mouhotii und der seines Synonyms Orestes verruculatus im Süden Thailands. Ansonsten erstreckt sich das Verbreitungsgebiet je nach Interpretation der Artzugehörigkeit von Kambodscha über den Süden Vietnams, die malaiische Halbinsel, Singapur bis nach Sumatra. Auch im chinesischen Yunnan ist die Art gefunden worden. Männchen sind nicht aus dem gesamten Verbreitungsgebiet bekannt und einige Populationen gelten als parthenogenetisch. Lediglich die von Ingo Fritzsche im Khao-Yai-Nationalpark in Thailand, sowie die 2015 im Kirirom Nationalpark in Kambodscha von Jérôme Constant gefundenen Populationen sind nachweislich sexuell. Die im Mai 2018 von Christoph Röhrs auf den Andamanen genauer auf Havelock Island gesammelte Schwesterart, kommt dort ebenfalls sexuell vor.

## Terraristik
Unter dem Namen Orestes mouhotii werden seit Ende der 1990er Jahre Tiere im Terrarium gehalten. Als Ingo Fritzsche zwischen Ende 1997 und Anfang 1998 im Khao-Yai-Nationalpark in Thailand gesammelte Männchen und Weibchen mitbrachte, war die Art zeitweilig sexuell in Zucht. 2007 brachte Kai Schütte von der Malaiischen Halbinsel aus den Tapah Hills in Perak nahe Pahang einen parthenogenetischen Zuchtstamm mit. Nachdem sich viele Jahre nur diese parthenogenetischen Stämme ohne Fundortnennung in Zucht befunden hatten, brachte Jérôme Constant 2015 Tiere beider Geschlechter aus dem Kirirom Nationalpark in Kambodscha mit, wodurch seither wieder ein sexueller Stamm mit Fundortangabe in Zucht ist. Laut der 2021 von Bank et al. veröffentlichten molekulargenetischen Untersuchungen, handelt es sich bei allen anderen, teilweise unter dem Namen Orestes mouhotii in die Untersuchung eingegangenen Tiere um Vertreter der erst 2018 beschriebenen Orestes draegeri. Die als Orestes sp. 'Andaman' bezeichneten Tiere sind sexuell in Zucht.
Da Orestes mouhotii eine höhere Luftfeuchtigkeit benötigt, empfiehlt sich die Nutzung eines Glasterrariums mit kleinen Belüftungsschlitzen. Als Bodengrund eignet sich eine Schicht Erde, welche mit feuchtem Moos abgedeckt sein kann, auf der die Eier abgelegt werden können. Gefressen werden Blätter von Haseln, Eichen und Brombeeren.

Orestes mouhotii wird von der Phasmid Study Group unter der PSG-Nummer 192 geführt.

## Bilder

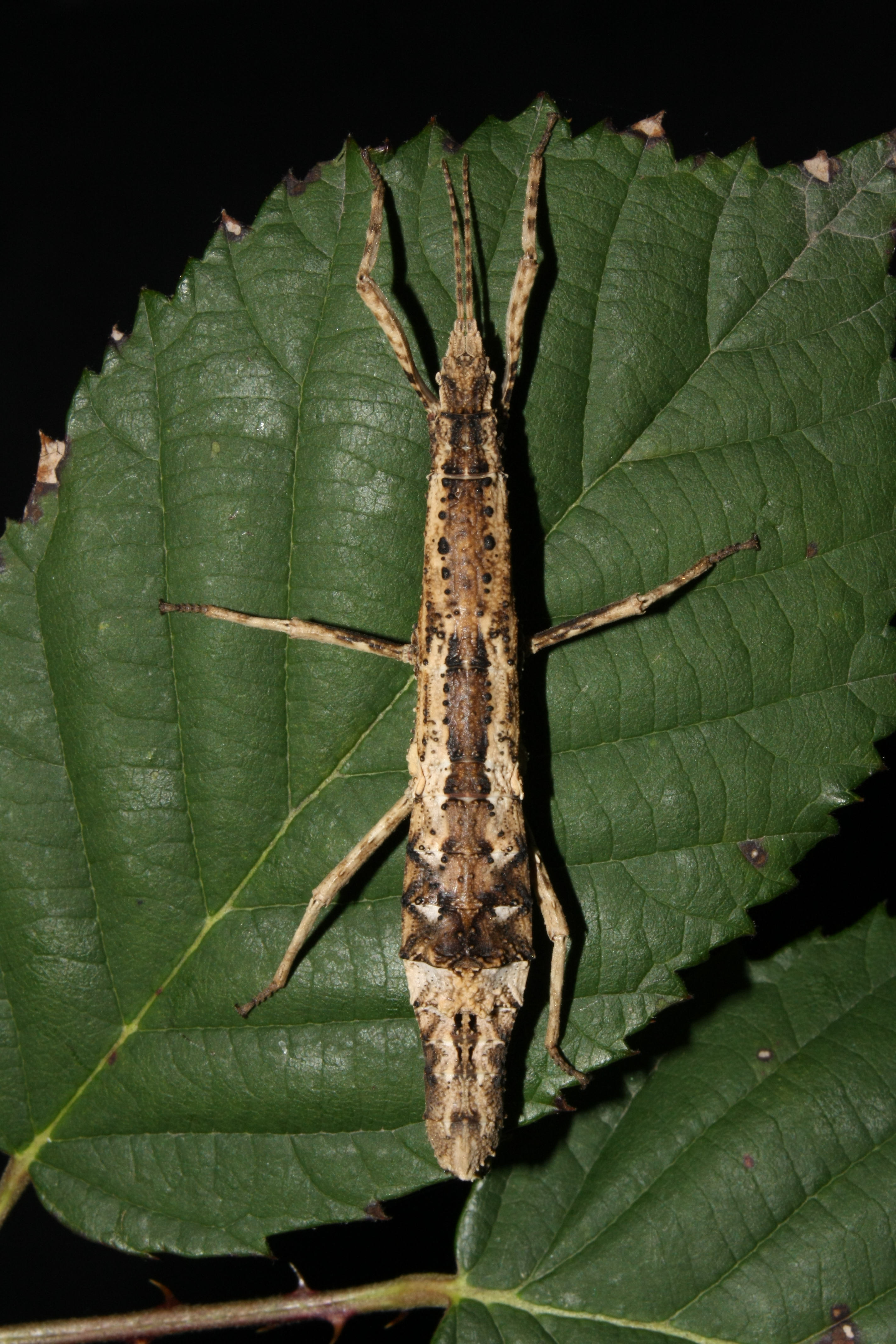
Frisch adultes Weibchen
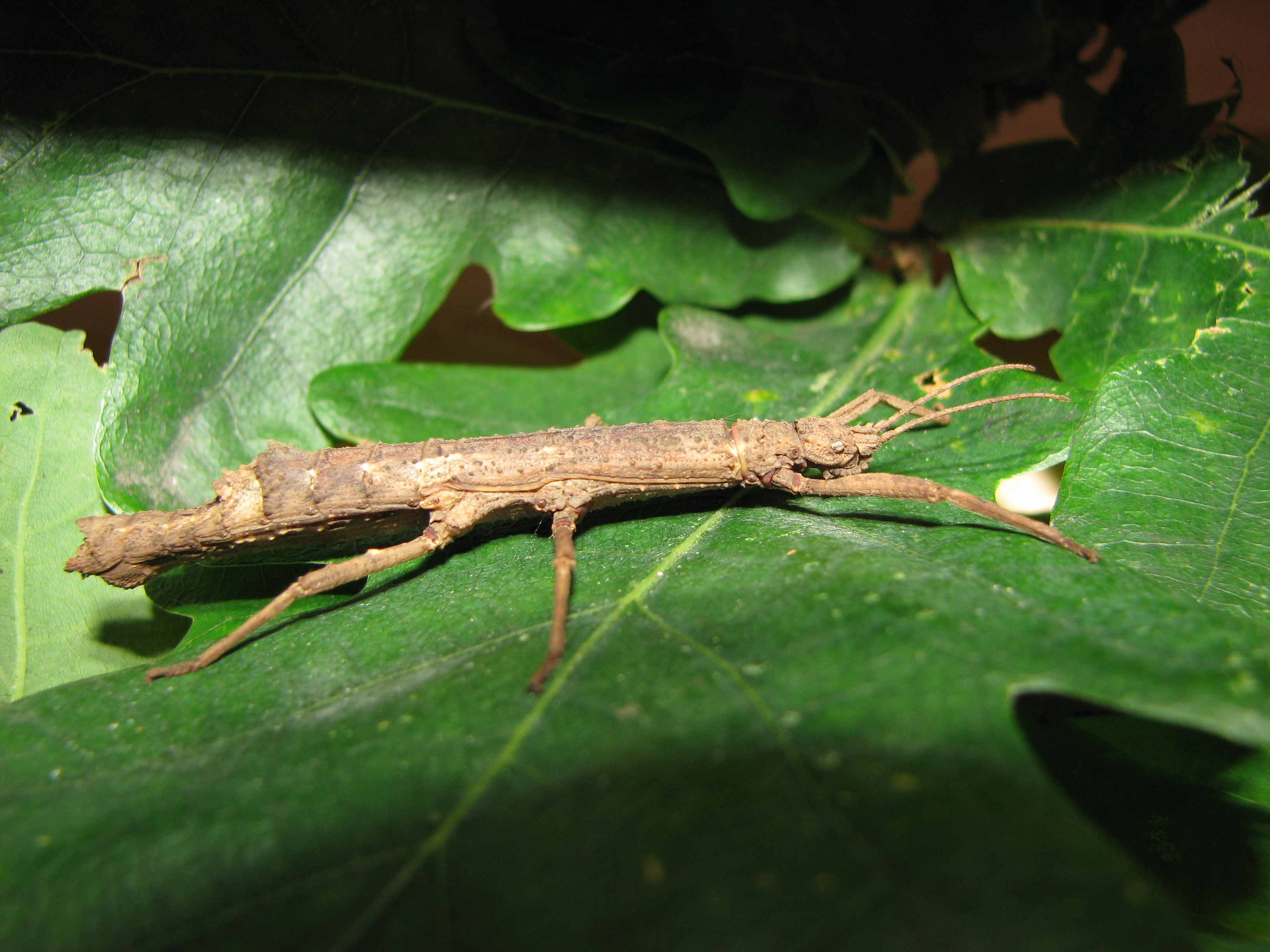
Älteres Weibchen
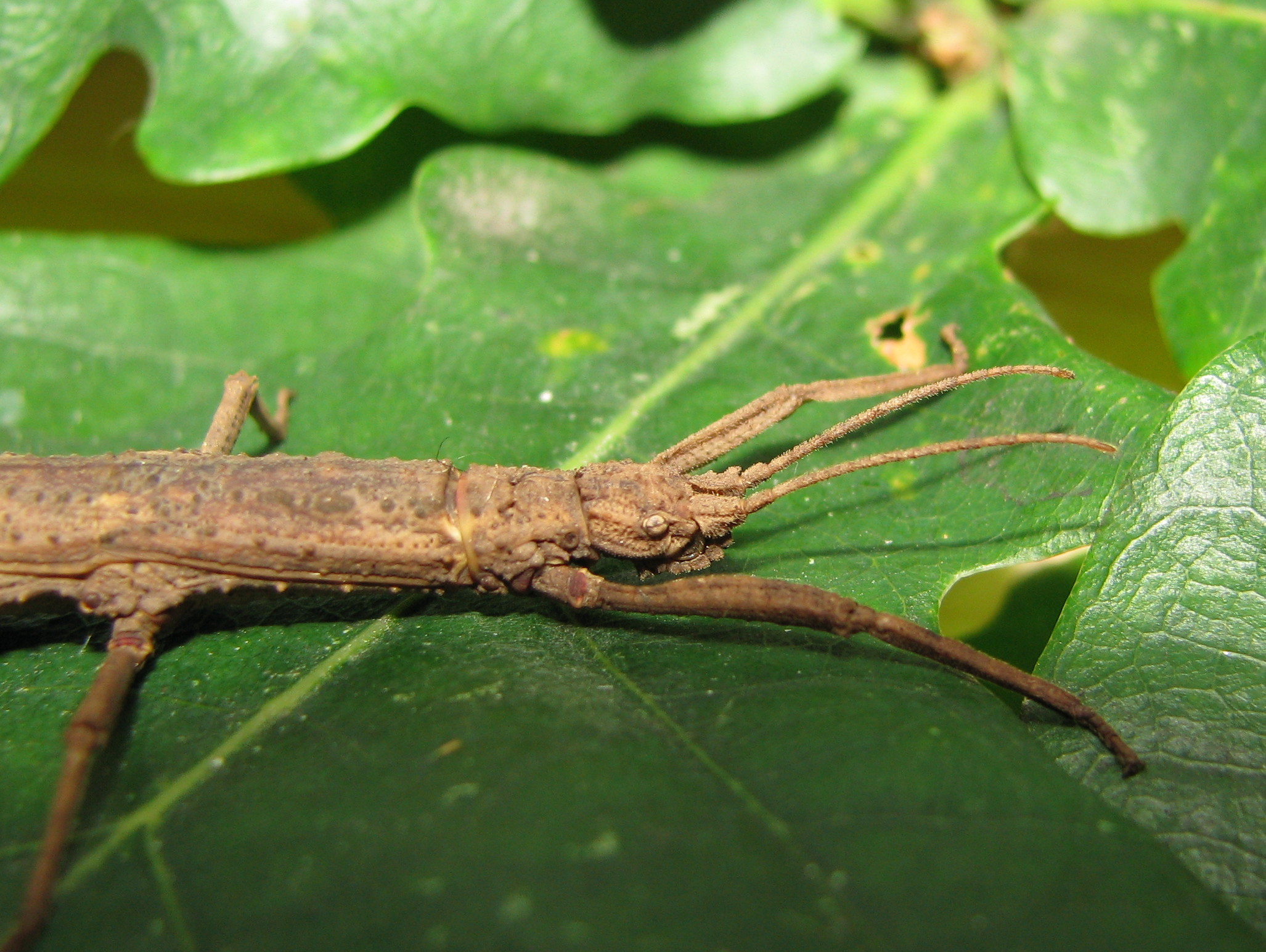
Porträt eines älteren Weibchens
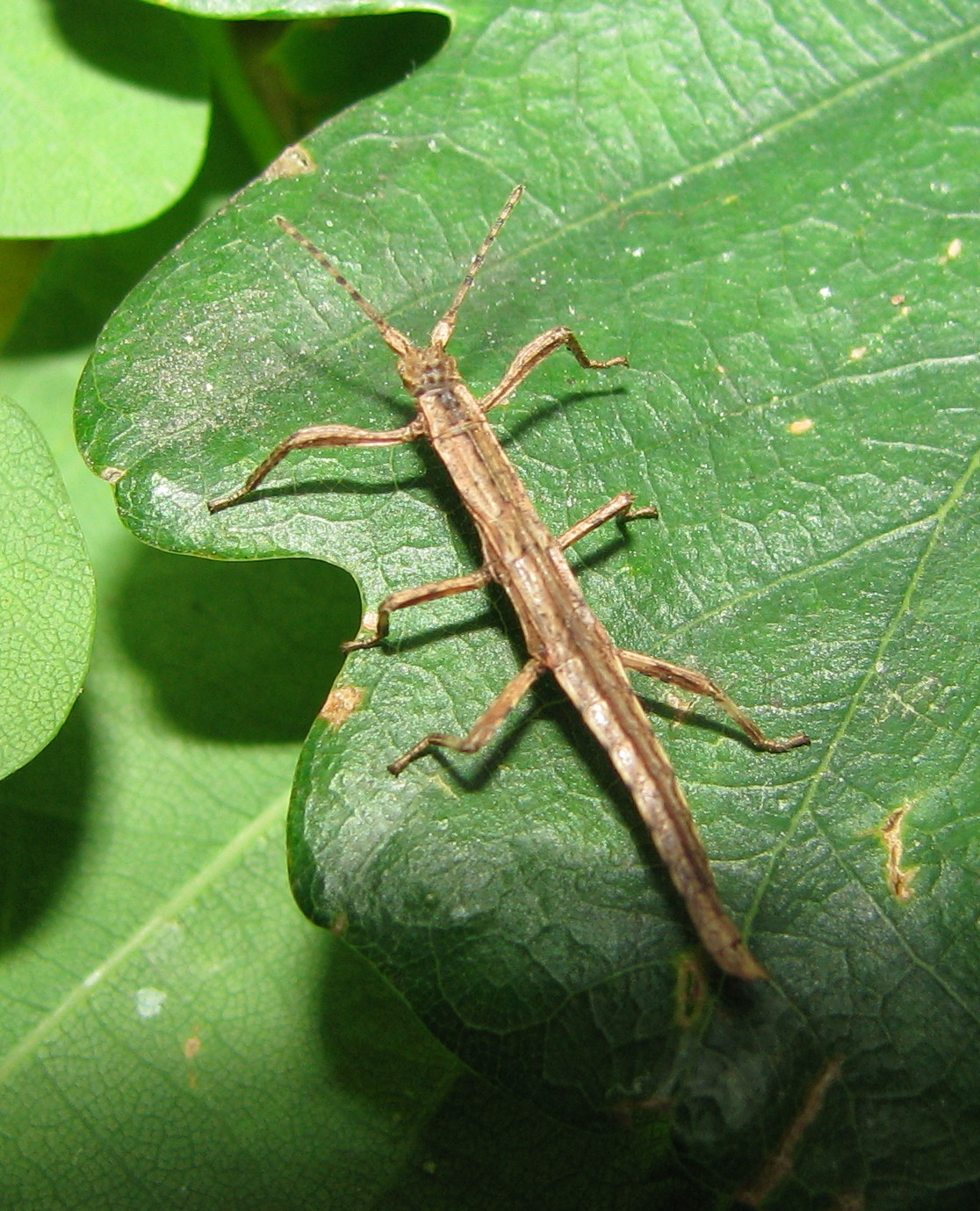
Weibliche Nymphe
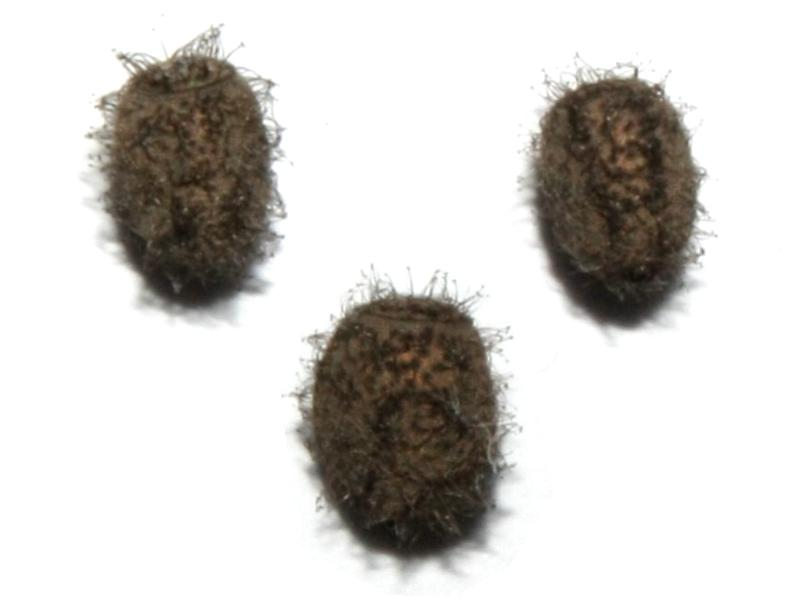
Eier in Frontal-, Dorsal- und Lateralansicht